# Aeropuerto de Quesnel
El aeropuerto de Quesnel (del inglés: Quesnel Airport) (IATA: YQZ, OACI: CYQZ) está ubicado a 2 MN (3,7 km; 2,3 mi) al norte de Quesnel, Columbia Británica, Canadá.

## Aerolíneas y destinos
- Central Mountain Air
  - Vancouver / Aeropuerto Internacional de Vancouver